# Ion Panțuru
Ion Panțuru (* 11. September 1934 in Sinaia, Prahova; † 17. Januar 2016 in Ploiești) war ein rumänischer Bobfahrer.
Mit seinem Bremser Nicolae Neagoe gewann Panțuru bei den Olympischen Winterspielen 1968 in Grenoble die Bronzemedaille. Es war die erste Medaille für Rumänien bei Olympischen Winterspielen. Im Viererbob erreichte Panțuru den vierten Platz, nur eine Zehntelsekunde hinter den Medaillenrängen.
Im folgenden Jahr konnte er in Lake Placid bei den Weltmeisterschaften die Silbermedaille im Zweierbob gewinnen, mit Dumitru Focșeneanu als Bremser. Als er zum Flughafen trampte, verlor er die Medaille. 30 Jahre später wurde sie in einem Keller wiedergefunden und Panțuru zurückgebracht. Seine letzte internationale Medaille konnte Panțuru 1973 erneut bei den Weltmeisterschaften in Lake Placid gewinnen, als er wieder mit Anschieber Focșeneanu den dritten Platz erreichte.
Bevor Panțuru Bobpilot wurde, war er Fußballtorwart bei Carpați Sinaia in der zweiten rumänischen Fußballliga.
Zuletzt lebte Ion Panțuru in Bușteni.